# Szaulicze Rządowe
Szaulicze Rządowe – wieś w gminie Biskupice  w powiecie wołkowyskim, województwo białostockie II Rzeczypospolitej, położona 9 km na północny wschód od Wołkowyska na obrzeżu Lasu Zamkowego. Znajdowała się ok. 6 km na południe od wsi Szaulicze.
W okresie międzywojennym wieś należała początkowo do gminy Krzemienica, a od 1922 r. do gminy Biskupice.